# كيرميت واشنطن
كيرميت واشنطن (بالإنجليزية: Kermit Washington)‏ مواليد 17 سبتمبر 1951 في واشنطن العاصمة، هو لاعب كرة سلة أمريكي سابق أصبح مدرباً بدأ مسيرته الاحترافية في سنة 1973 وحمل الرقم 24 و26 و42 و3. اعتزل اللعب في 1987.

## فرق لعب لها
- لوس أنجلوس ليكرز
- بوسطن سيلتكس
- لوس أنجلوس كليبرز
- بورتلاند ترايل بلايزرز
- غولدن ستايت ووريورز

## روابط خارجية
- كيرميت واشنطن على موقع إن بي أي (الإنجليزية)
- كيرميت واشنطن على موقع سبورتس رفرنس (الإنجليزية)
- كيرميت واشنطن على موقع كلية كرة السلة في سبورتس رفرنس.كوم (الإنجليزية)
- كيرميت واشنطن على موقع ريلجم (الإنجليزية)
- كيرميت واشنطن على موقع بروبوليرز (الإنجليزية)